# 宮川真衣
宮川 真衣（みやがわ まい、1984年11月12日 - ）は、日本のシンガーソングライター。　長野県長野市出身。血液型O型。

## 人物
- 1984年11月12日生まれ、さそり座のO型
- 長野県長野市出身
- 趣味：歌をうたうこと、料理、読書、映画鑑賞
- 好きなアーティスト：カラーボトル、スキマスイッチ、植村花菜、荒井由実、ケリ・ノーブル、ノラ・ジョーンズ、トリスタン・プリティマン、サンシャイン・ステイト
- 中学2年生よりギターをはじめ、高校2年生よりオリジナル曲をつくり始*める。
- 高校卒業後より、路上、ライブハウスにて音楽活動を開始
- 2006年『第8回平安堂ミュージックコンテスト』グランプリ受賞
- 同年、『第7回again音楽祭』準グランプリ受賞。
- 2007年4月より、FM長野の番組「Radication Style」のパーソナリティに抜擢される。
- 出演していたラジオ番組では、天気予報も読んでいた[1]。
- 現在　歌うＯＬ　長野県内イベントやライヴハウスを中心に活動中。
- 結婚後、長野を離れ大宮に。現在男子二児の母。

## エピソード
- 音楽を始めたきっかけは、中学2年の夏にテレビで見たゆずの夏色を、自分でも演奏してみたいと思ったことから。

　　ギター教室を開いていた、元プロのミュージシャンでもある父親に「教えて！」と頼んだが、あえて突き放され、独学で
　　ギターを弾き始める。
- その父親には、「夕日」を作って聴かせた時に初めて褒められたと言う。
- 美術も得意で、中学時代に描いた自画像がコンクールで入選し、

　　数年後も出身中学に飾られてあった事を、妹から聞いた。
- 2008年、1年間で 約10kg減量に成功した。
- 好きなタイプは、中村豪(やるせなす)、大橋卓弥(スキマスイッチ)。
- 芋焼酎が好物。
- かつて、ハムスターを飼っていた。

　　現在はウサギを飼っている。

## discography

### シングル
- 「イケナイ」2006.01.**(自主)完売

　イケナイ、恋人、飛行機雲

- 「12時の魔法」2006.12.08(平安堂)完売

　12時の魔法、夕日、スーパースター、12時の魔法(instrumental)、夕日(instrumental)、スーパースター(instrumental)

- 「バニラ」2008.**.**(自主) 500円 ※ライブ会場にて発売中

　バニラ、イケナイ、恋人、飛行機雲

- 最新single「大きな愛」2008.10.10 　1,100円 ※平安堂Musicで発売中

　大きな愛、12時の魔法、スーパースター、夕日

　※長野朝日放送「地球を守ろう！」プロジェクト イメージソング「大きな愛」（CM放送中）

　　平安堂ミュージシャンコンテストグランプリ曲としてリリースした「12時の魔法」の収録曲全3曲をカップリング曲として収録

### アルバム
- 1stミニアルバム「ふたり」2008.09.09 2,000円 ※FM長野通販にて発売中

　honeyboy、泣かずとも朝はくる、あなたとあたしの特権、sweet、青の午後、moment、必要なもの、ふたり

### ネット配信
- 着うた・着うたフル配信中

「honeyboy」「青の午後」
「泣かずとも朝はくる」「あなたとあたしの特権」「sweet」「moment」「必要なもの」「ふたり」

### その他
- 「Cry feat 宮川真衣.SEYZEE」　　- 3/4NUMMのアルバム「Da First」#11 にフィーチャリングで参加。

### 未音源化
- 真昼の月
- 雨の花
- あの空のむこうに
- 君の声
- ショパン
- Escape
- “W”
- ヨメソング
- 若葉
- 未来
- 花
- HummingBird [2]
- 日々
- 月は笑う
- カレンダー

　など。

## 他アーティストへの提供楽曲
- Icchie
　"あした"　　作詞:宮川真衣　作曲:Icchie

## 過去の出演・担当番組

### テレビ
- 2010年3月 担当終了  TVブログ まいるーむ（月２回　金曜日　深夜1時10分〜 長野朝日放送）
- 2010年3月 担当終了  〜信州をカーナビ〜 UぐるっTV（毎月最終土曜日16：00〜16：30　長野朝日放送）

### ラジオ
- 2008/09/30放送終了    Radication Style（月/火曜 17:00〜19:00、FM長野）
- 2009/03/30担当終了    The Step（月 17:00〜19:00、FM長野）
- 2009/12/26放送終了　宮川真衣HummingBird（土 11:00〜11:30、FM長野）

## 公式ホームページ
- ☆マイうた★[魔法のiらんど] - ウェイバックマシン（2008年1月29日アーカイブ分）